# Векович, Дивна
Дивна Векович (серб. Дивна Вековић, Лужац, 1886 — 1944) — первая образованная акушерка и дантист в Черногории, доктор литературы и первый переводчик «Горного венца» Негоша на французский язык. Она также является автором французско-сербского словаря.
Решив учиться, она усердно собирала знания и оставила значительный след не только в области своей основной, медицинской профессии, но и в области литературного творчества и переводов. Она очень активно знакомила Европу с духовными богатствами Черногории.

## Биография
Дивна Векович родилась в 1886 году в деревне Лужац недалеко от Беране в сербской семье и была шестой из семи детей Уроша и Толы Векович. Она закончила начальную школу в монастыре Джурджеви-Ступови, а затем начальную гимназию в Скопье и Женский институт в Цетине. Достоверных сведений о её семейной жизни нет.

### Образование
Как чрезвычайно талантливую ученицу, князь Никола отправил её учиться в Париж и присудил ей стипендию Княжества Черногория. Как отличница и одна из лучших в своём поколении Дивна была стипендиатом Женского института в Цетине, Института воспитания девиц «Царица Мария». В Сорбонне в 1907 году она окончила медицинский факультет и стала врачом. Её образование во Франции включало однолетнее обучение в Амьенской акушерской школе, второй, последний класс Медицинской школы Сорбонны и двухлетнюю стоматологическую школу, которую она закончила в 1917 году в Париже. Она была членом Международного Красного Креста. Она вернулась в Черногорию в 1939 году. С момента учёбы во Франции до возвращения она в основном жила в Париже, поэтому совершенствовала своё знание французского языка.
Официальных данных об окончании подготовительного класса акушерской школы и школы стоматологов нет, однако нет и официальной справки о стипендии для обучения в Сорбонне и зачисления на медицинский факультет. Эта информация предоставлена её ближайшими родственниками, а документация, принадлежащая Дивне Векович, была уничтожена в 1945 году.
В 1926 году защитила докторскую диссертацию по литературе в Белграде.

## Литературные произведения и переводы
Дивна Векович была первой, кто перевёл Горный венец Негоша на французский язык в 1917 году. Предисловие к этому французскому изданию написал французский писатель и академик Анри де Ренье. Высоко оценивая её заслуги, князь Никола наградил её памятной брошью из золота и платины с изображением Негоша. Это была награда, вручаемая высокопоставленным женщинам, таким как княгиня Милена. Также известно, что она пела песни Йована Йовановича-Змая, переводила книгу Вука Караджича «Жизнь и нравы сербского народа», «Сербские народные сказки, эпические песни, басни» и другие произведения. Она является автором двух словарей французского языка, французской грамматики и книги «Кровавая смерть» (1931). Кроме того, она занималась сбором народных артефактов, обычаев, костюмов в Васоевичах и Черногории.

## Деятельность во время войн
Будучи студенткой Сорбонны, Дивна Векович проявила себя как врач и гуманист во время Первой мировой войны. Она добровольно присоединилась к бойцам Салоникского фронта в 1918 году, выполняя профессиональные обязанности. Она также была ранена на Салоникском фронте. После войны она посвятила себя воспитанию сербских и черногорских детей, получивших образование во Франции.
Дивна Векович жила и работала в Париже более тридцати лет. В 1939 году вернулась в Югославию, где и осталась из-за начавшейся войны. Живя в Черногории во время Второй мировой войны, она работала в сфере здравоохранения и была очень преданным и гуманным работником. Она работала в родном городе, ухаживая за больными, ранеными и бедняками. С 1943 года она работала клерком в Центре здоровья в Беране.
Помимо своей профессиональной деятельности, Дивна занималась обучением женщин в районе Беране. С 1941 года до конца войны она писала для еженедельника о политике и литературе Глас Црногорца. В начале войны, как знаток иностранных языков, она присутствовала на переговорах с итальянским командованием в Беране. Она была из тех людей, которые глубоко верили, что такие переговоры нужно вести, чтобы не допустить уничтожения народа.

## Смерть
Дивна Векович следовала политическим идеям изгнанного короля и была верна национальным целям сербского народа. В известных данных нет никаких признаков того, что она была членом какой-либо политической партии во Франции или Черногории, но была сторонницей монархического строя. Её старший брат Панто Векович, священник по образованию и профессии, был вовлечён в политическую ситуацию в Беране вместе с группой людей из Васоевича, которые выполняли важные социальные функции во время османского владычества.

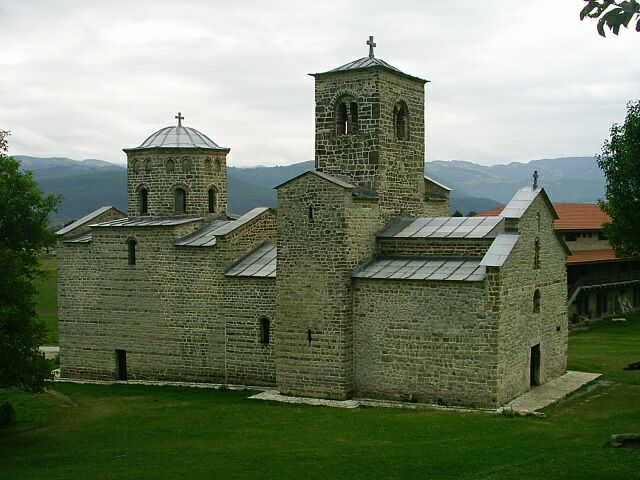
Монастырь Джурджеви-Ступови недалеко от Беране

Перед окончанием войны, когда итальянцы отступили в сторону Албании, а партизаны вторглись и освободили Подгорицу, ходил слух, что все граждане, не примкнувшие к партизанам, будут подвергнуты судебному преследованию. Многие черногорцы стали беженцами, большое количество людей, опасаясь новых властей, перебралось через Боснию и Хорватию на западные территории. Одной из таких беженок, как сторонницей монархического строя государства, была и Дивна. Она была убита в 1944 году. Хотя историография утверждает, что она погибла в конце Второй мировой войны, при неизвестных обстоятельствах, есть утверждения, что она погибла как жертва событий на мосту Зидани, когда партизанское правительство расстреляло без суда десятки тысяч человек из Сербии, Черногории и Хорватии, оказавшихся беженцами.

## Память
В 2017 году рядом с монастырем Джурджеви-Ступови была открыта Национальная кухня, символически получившая имя Дивны Векович.

## Труды
- Вековић, Дивна. Француска граматика : (grammaire franco-serbe). — Париз : Издање руско-француске књижаре, 1916.COBISS 235392524
- Вековић, Дивна. Српско-француски разговори = Manuel de conversation Serbe-Français. — Париз : Librarie Russe et Française, 1916.COBISS 47935503
- Veković, Divna. Dictionnaire serbe-français : (avec prononciation figurée). — б. м., 1917.COBISS 37241871
- Petrović Njegoš, Petar II. Les lauriers de la montagne / Petar II Petrović Njegoš, Henri de Régnier, Divna Vékovitch. — Paris : Berger-Levrault, 1917. Архивная копия от 15 марта 2022 на Wayback MachineCOBISS 214525703
- Karadžić, Vuk Stefanović. Contes populaires serbes / Vuk Stefanović Karadžić, Divna Veković, M. Ginier. — Paris : Les éditions internationales, 1934.COBISS 236843527